# Calle Concepción (Bilbao)
La  Calle Concepción  (en euskera Kontzezio kalea) es una calle  de Bilbao, situada en el límite entre el barrio de San Francisco y el barrio de Zabala, en el territorio histórico de Vizcaya.

## Ubicación
Empieza en la calle Bruno Mauricio de Zabala y termina en la calle Mina San Luis.El barrio de San Francisco pertenece al distrito de Ibaiondo (distrito 5).

## Origen

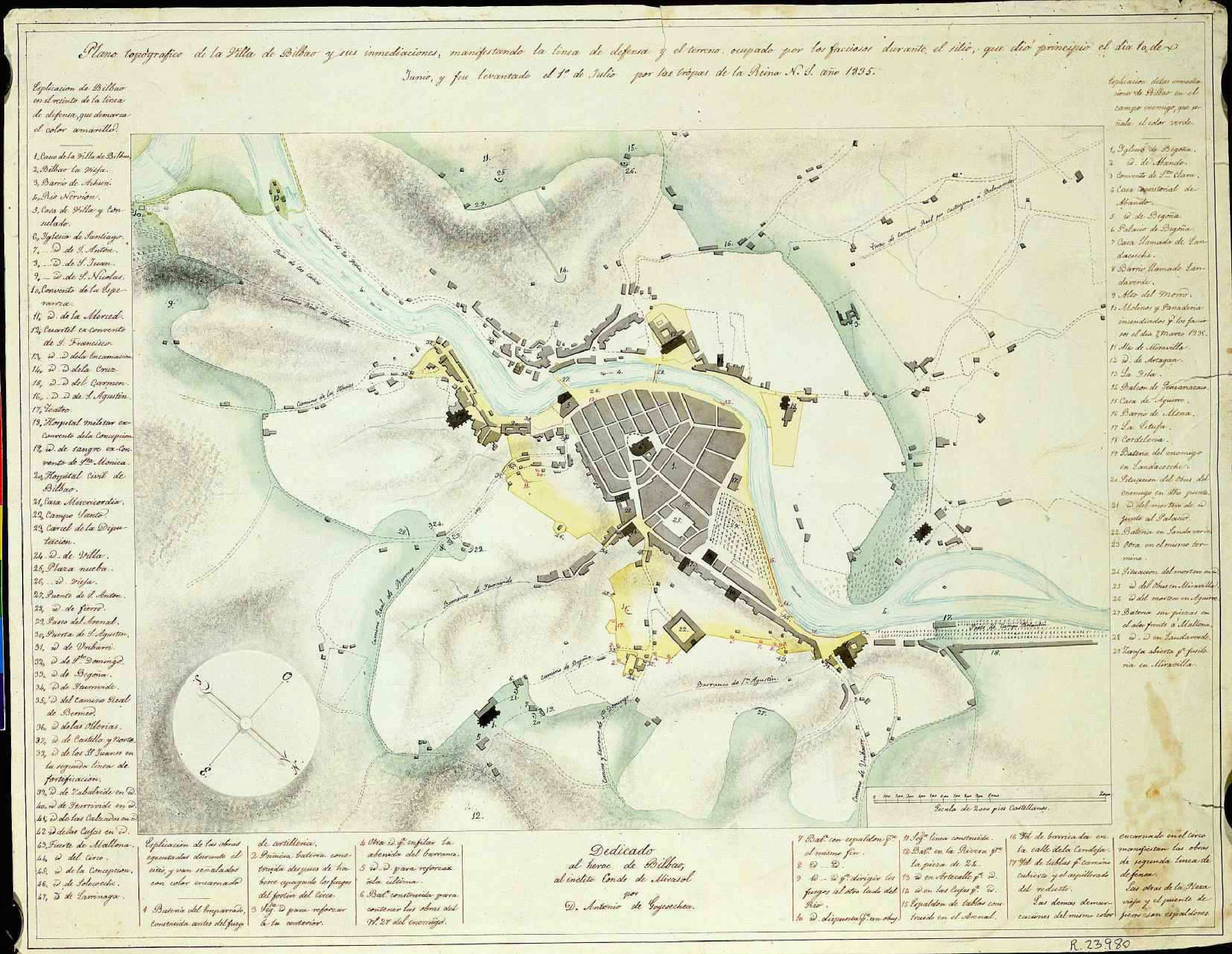
Bilbao 1835

### Camino de Balmaseda
Antes de recibir su actual denominación, y como se puede comprobar en el plano de Antonio de Goycoechea de 1835, existía en esta zona perteneciente a la Anteiglesia de Abando el camino de Bilbao a Balmaseda, que partiendo del puente de San Antón atravesaba el poblamiento de Bilbao La Vieja subiendo por la plaza de los Tres Pilares hasta Miravillas Altas, y seguía desde allí hasta el barrio de Mena, dibujando lo que posteriormente sería el conocido como camino de La Concepción. Se observa ya el trazado del nuevo camino real que por el lado de Abando se acerca a Bilbao. En el plano de Bilbao del Atlas de Francisco Coello de 1857 ya se puede ver trazado el tramo que posteriormente será la calle San Francisco. 

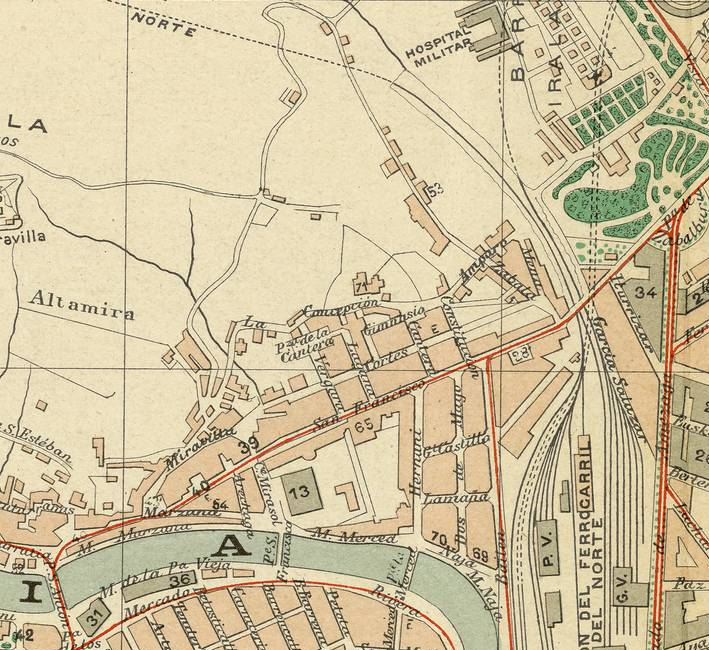
Bilbao 1913-1919

Tras la anexión de Abando por Bilbao la urbanización de la zona se hace con base en un convenio firmado entre el ayuntamiento y la Compañía General Bilbaína de Crédito en 1871. El sector que se dirigía hacia el camino de la Concepción fue de urbanización más lenta por su costo y las dificultades orográficas que presentaba. La necesidad de arreglar el camino de la Concepción por estar en alguna zona hundido hace que, a fines de 1882, y a instancias del ingeniero municipal, se ejecutan obras por el intenso tráfico que aun se daba en la calle. Vía sinuosa y sin planificar, todavía a finales de los años 80 del siglo XIX se llevan a cabo diferentes expropiaciones para poder enderezar la calle.

## Convento de la Concepción

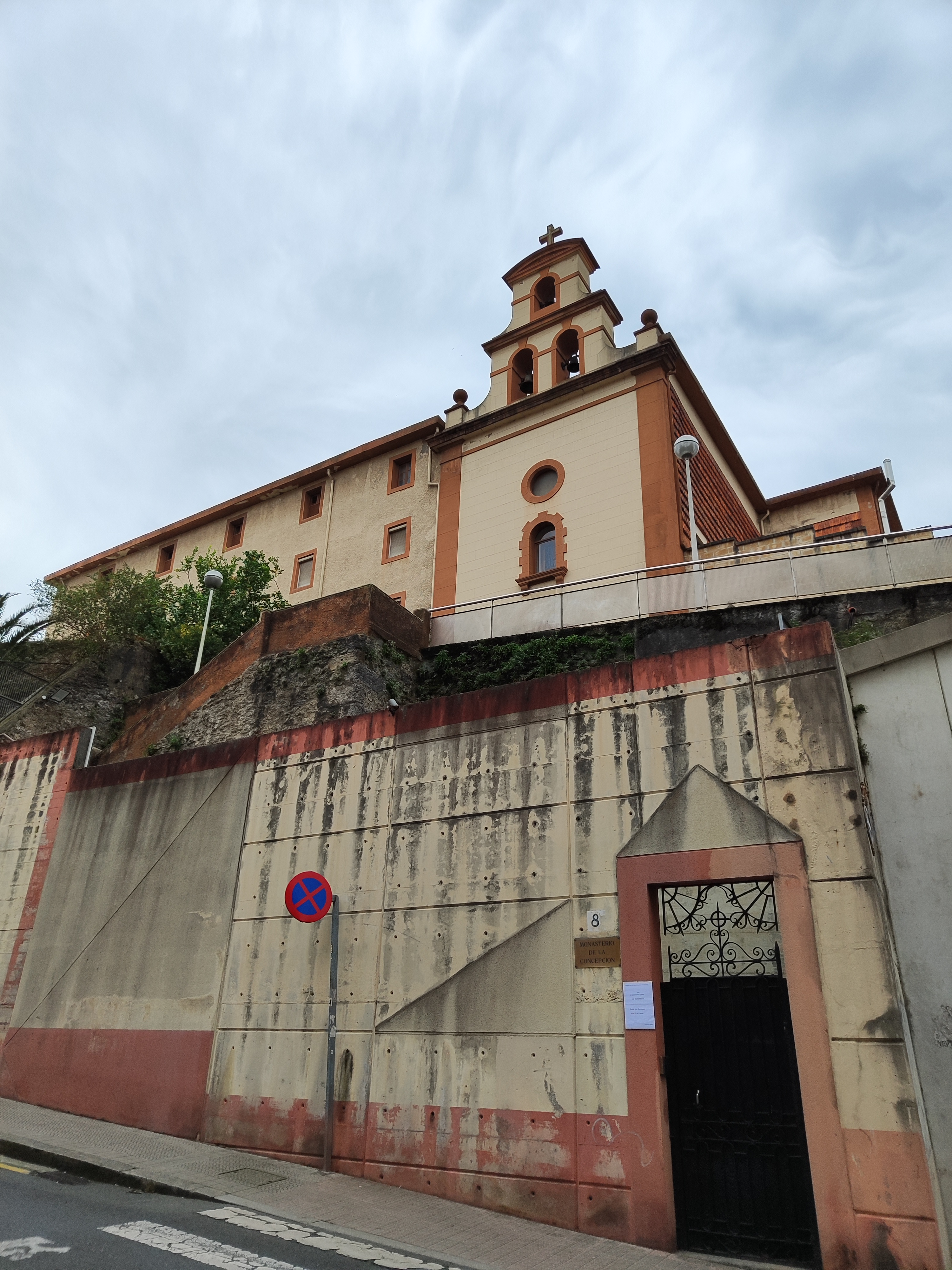
Convento, entrada desde Concepción

El conocido como convento de la Concepción que da nombre a la calle se encuentra en el número 8 de esta vía ya desde 1859. El Convento de las Religiosas Concepcionistas Franciscanas de San Mamés de Abando Ibarra tuvo a lo largo de su historia que efectuar diferentes traslados desde que en 1530 se instaló en La Naja.  De forma recurrente, tanto en la llamada guerra de la independencia como en los diferentes sitios de Bilbao en las guerras carlistas, el convento fue convertido en hospital de guerra. Pero en el año 1857 se presentó el proyecto del ferrocarril Bilbao-Tudela, cuya estación central se planificó donde se encontraba situado el convento de la Concepción. Dicho proyecto quedó aprobado por un Real decreto del año 1858, y la Compañía del ferrocarril comenzó el proceso de expropiación que, en el caso del convento, se llevó a cabo en 1859. Ante esta situación las monjas eligieron construir su nuevo convento en la zona de Mena, al pie del camino a Balmaseda, zona entonces aislada pero cercana y comunicada con Bilbao.

## Mezquita Al Forkan
La Mezquita  Al Forkan, situada en el portal n.º 4 de la calle se abrió el 20 de julio de 2012 para dar servicio a los más de 10.000 musulmanes de Bilbao. Anteriormente situada en el número 33 de la calle Cortes, con 650 metros cuadrados y una capacidad para 398 fieles es la mezquita más grande de la Comunidad Autónoma del País Vasco, y junto con la Mezquita Assalam de la calle Begoñazpi y la Mezquita Badr de la calle Fica, es una de las tres que hay en Bilbao.  

## Harrobia Ikastola

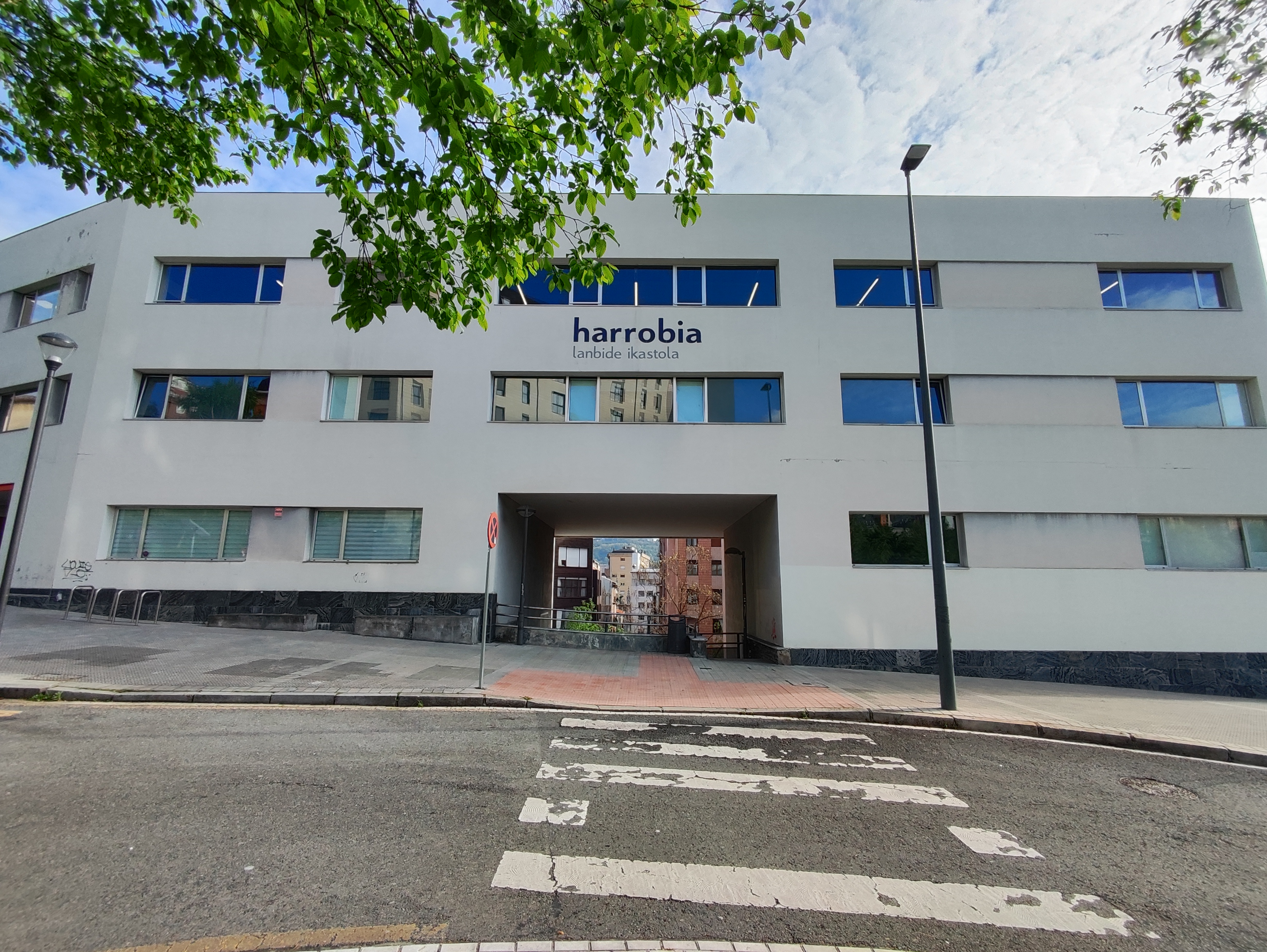
Harrobia ikastola desde Concepción

En la calle Concepción se encuentra la entrada de Harrobia ikastola,  Centro Integrado de Formación Profesional, aunque su portal esté en la vecina plaza de la Cantera. Perteneciente a la Federación de Ikastolas, es una cooperativa integral sin ánimo de lucro, declarada de utilidad pública. Fue creada en Portugalete en 2001 con el nombre de Ibar Ezkerra Ikastola, y desde el 2011 ofrece sus servicios en Bilbao con la actual denominación impartiendo sus cursos en euskera.

## Duchas municipales
Desde el año 2023 las duchas públicas municipales se encuentran en el número 5 de la calle Concepción. Las instalaciones se componen de 20 duchas, de las que dos están adaptadas para personas con discapacidad. Son 14 para hombres y 6 para mujeres, dado que, con una media de 18.000 usos anuales, el 75% de las personas usuarias son hombres y el 25% mujeres. Desde el año 2003, y hasta que se trasladaron a la nueva ubicación, las duchas estuvieron en el 18 de la calle Bruno Mauricio Zabala, en un antiguo mercado municipal. Estas, a su vez, sustituyeron a las que estuvieron ubicadas en Atxuri en los bajos del Colegio Público Maestro García Rivero.  Los primeros baños de este tipo se inauguraron en Bilbao el primero de julio de 1916 en los bajos de las escuelas de la calle General Concha.

## Murales

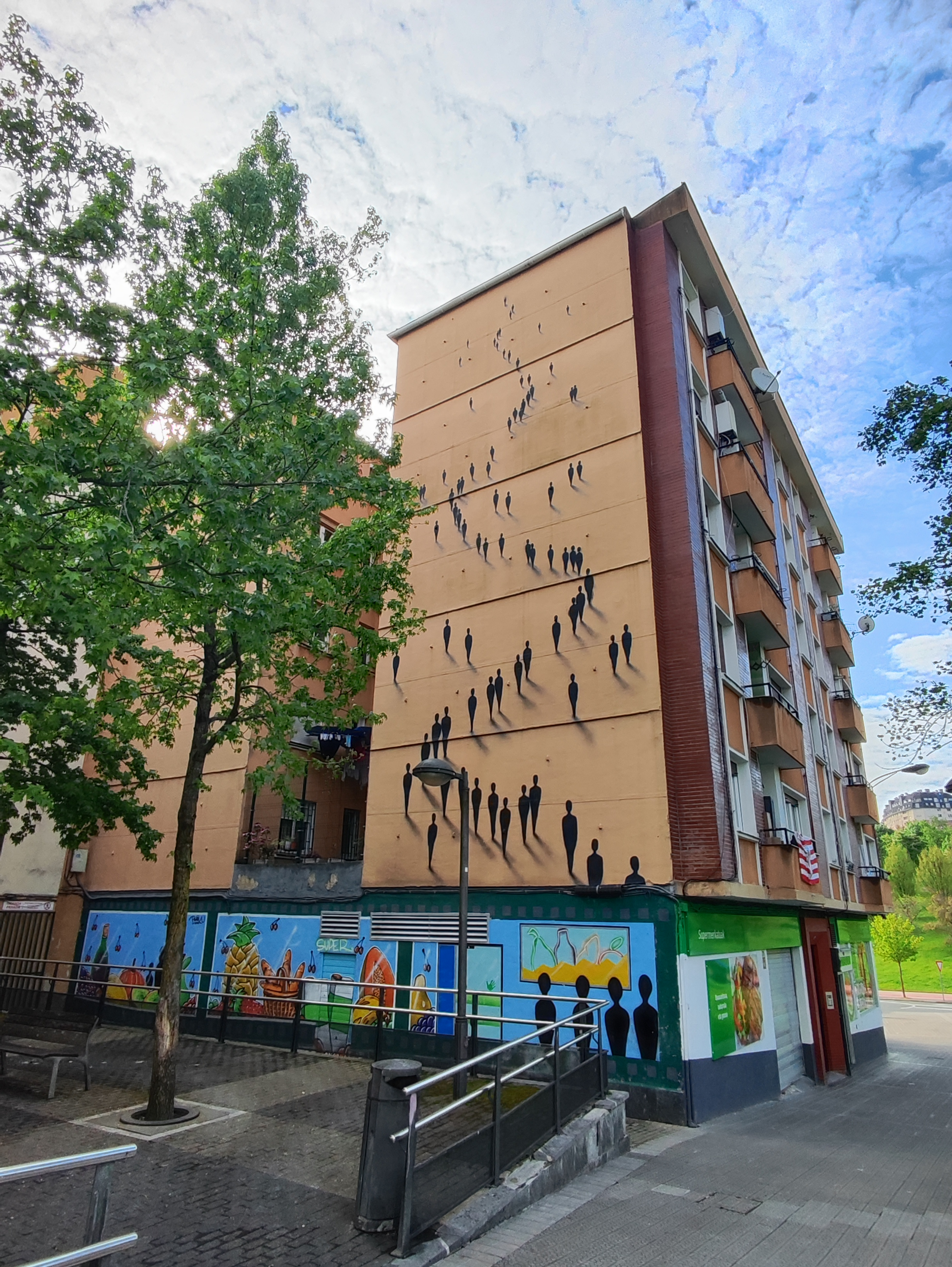
Mural de Suso33

El 2 de octubre de 2015 se inauguró, en el número 13 de la calle, un mural de SUSO33, Esta iniciativa se enmarcaba  dentro del programa “BLV-ART” organizado por el Ayuntamiento de Bilbao en colaboración con diferentes agentes culturales de la zona.
Desde el año 2010 ya existía en la zona otro mural, más concretamente en la tapia del convento de la Concepción, obra del equipo DK Muralismo, grupo participado entre otros por Sergio García y José Ramón Bañales, que en los años 90 ya habían participado en iniciativas similares. Este trabajo fue promovido por la Oficina de Rehabilitación de Bilbao La Vieja, San Francisco y Zabala, en colaboración con la Mesa de Rehabilitación (en la que tenían representación los partidos políticos y las asociaciones vecinales).

## Restaurante El Amparo
El Restaurante El Amparo fue un famoso restaurante bilbaíno de finales del siglo XIX y principios del XX, cerrado en 1918, que estuvo en el número 3 de la calle Concepción. Regentado por las hermanas Azcaray Eguileor tras hacerse cargo del restaurante familiar, hicieron historia poniendo los cimientos de la cocina vasca canónica. 